# Live like You
Live like You is een nummer van de Nederlandse bluesrockband DeWolff uit 2020.

## Achtergrondinformatie
"Live like You" werd geschreven voor een Škoda-reclame. Toen bandleden Pablo en Luka van de Poel waren gevraagd om een nummer te schrijven voor de autoreclame, was het niet de bedoeling dat deze ook op single zou worden uitgebracht. Maar toen de broers besloten het Hammondorgel van DeWolff-bandgenoot Robin Piso toe te voegen, besloot de band het nummer toch uit te brengen. De tekst heeft als boodschap dat om niet de massa te volgen, maar om zelf je eigen plan te trekken in een tijd vol influencers en copycats.
Het nummer wist, ondanks airplay op NPO Radio 2 en NPO 3FM, niet door te dringen tot de Nederlandse Top 40 of Tipparade. Wel bereikte het de tweede positie in de Verrukkelijke 15 van NPO Radio 2.

## Tracklijst
- Muziekdownload

1. "Live like You" - 3:01